# Frąca (gmina Osiek)
Frąca – osada leśna w Polsce położona na Kociewiu, w województwie pomorskim, w powiecie starogardzkim, w gminie Osiek.
W latach 1975–1998 miejscowość położona była w województwie gdańskim.